# Santuario di San Rocco (Butera)
Il Santuario di San Rocco è un edificio religioso di Butera che trae nome e dedicazione da san Rocco Monpellier il quale, secondo un atto reperibile nell'archivio della chiesa, è santo patrono di Butera dal 18 aprile (Pasqua) 1683.

## Titoli
La chiesa, divenuta nel 1924 parrocchia succursale della Chiesa Madre di Butera, è parrocchia autonoma dal 1935.
La proclamazione a santuario cittadino e diocesano è avvenuta l'11 agosto 1983 con decreto del vescovo di Piazza Armerina, della cui diocesi fa parte Butera.

## Storia
Il santuario era stato edificato, per volontà popolare e della famiglia Branciforte, allora principi di Butera e devoti al santo, probabilmente nel corso del XVI secolo.
Inizialmente si presentava come una cappella di piccole dimensioni; in seguito, e progressivamente, è stato trasformato in un impianto a navata unica con l'aggiunta del transetto, dell'abside e della torre campanaria. Nella cupola del transetto è riportata una data, di edificazione o di rifacimento: 1795.
La stabilità della chiesa è affidata a due capriate portanti, di cui la più recente sorregge la copertura attuale.
Nel tempo il santuario è stato oggetto di vari interventi a cominciare dagli stucchi e fregi aggiunti agli inizi del XIX secolo; poi, fra gli interventi più rilevanti, c'è stata nel 1907 l'aggiunta di nove tele raffiguranti la vita di San Rocco ad opera del pittore Domenico Provenzano di Palma di Montechiaro. Successivamente, nel 1998, i due portoni della chiesa sono stati adornati con pannelli di legno, intarsiati da un artista locale, con rappresentazioni della vita di San Rocco all'esterno e di episodi tratti dal Vecchio e Nuovo Testamento all'interno.. Infine da maggio 2024 al 20 luglio 2025 la chiesa è stata temporaneamente chiusa al pubblico, per lavori di restauro interno ed esterno riguardanti la pavimentazione, il rinforzo del catino absidale, il potenziamento della struttura ora accessibile anche alle persone diversamente abili e la pulizia e la lucidatura dei portoni interni ed esterni. 
All'interno del santuario, assume peculiare rilevanza un imponente simulacro di san Rocco con reliquiario, attorno al quale si polarizzano la pietà e la devozione popolari.